# Maria Carme Riu de Martín
Maria Carme Riu de Martin (Barcelona 1958) és historiadora de l'art de la ceràmica catalana medieval. Llicenciada en Història de l'Art el 1988 a la Universitat de Barcelona i doctorada en Filosofia l'any 1990, també ha publicat sobre pensadors i polítics contemporanis.
Riu ha investigat sobre la ceràmica dels materials de construcció i sobre la ceràmica artística de gerres, miralls i vidres continuant els estudis que sobre ceràmica medieval havia fet el seu pare Manuel Riu i Riu. Ha col·laborat en una vintena de llibres i monografies i és autora de més de cinquanta articles en revistes d'art. Ha participat en exposicions i en jurats als Premis Ciutat de Barcelona, entre d'altres.

## Obra
Treballs d'investigació sobre ceràmica catalana als segles XV al XVII, indústria rellevant a Catalunya a causa de ser un complement en la producció i el comerç agrícola (olis, vins, gra, etc.) i el comerç internacional respectiu. Treballs a l'Arxiu Històric de la Ciutat de Barcelona i a l'Arxiu Històric de Protocols de Barcelona entre d'altres. En les publicacions de Maria Carme Riu es descriu com treballaven i vivien els artesans: gerrers, vidriers, esparters, mirallers, calderers i les seves famílies i també els preus dels productes, les onomàstiques dels artesans, amb aportacions originals sobre ceramistes com Rafael Passola i Miquel Passola.
Respecte de la ceràmica de materials de construcció la investigació va ser a partir de materials localitzats en excavacions i/o remodelacions de voltes d'esglésies gòtiques principalment catalanes. En els seus treballs Riu exposa preus de maons, de les teules, de rajoles i la posició econòmica i social (gremis, parentiu, contractes, etc.) dels menestrals, oficials i altres treballadors del sector. A la seva obra se citen regulacions del Consell de Cent i, les de les operacions d'exportació del Consolat de Mar. A la ciutat de Barcelona es recorda la importància de la indústria ceràmica dedicant-hi alguns carrers a la ciutat.
Riu ha publicat monografies sobre la situació política i social a la Catalunya moderna. Ha donat formació a l'Escola d'Arts i Oficis de Barcelona i ha col·laborat amb el Departament d'Història de l'Art de la Universitat de Barcelona fins a l'any 2017. També s'ha dedicat a la creació pròpia en escultura i talla de fusta, ceràmica i fotografia. Les seves obres s'han exposat en diverses ciutats i ha participat en congressos internacionals i ha fet treballs de creació amb obres exposades al Museu Comarcal de Manresa, al Museu de Ceràmica, al Museu d'Art Contemporani de Vilafamés o el Museu de Porcellana de Riga i al Museum of Hispanic and Latin American Art (Miami, EUA).

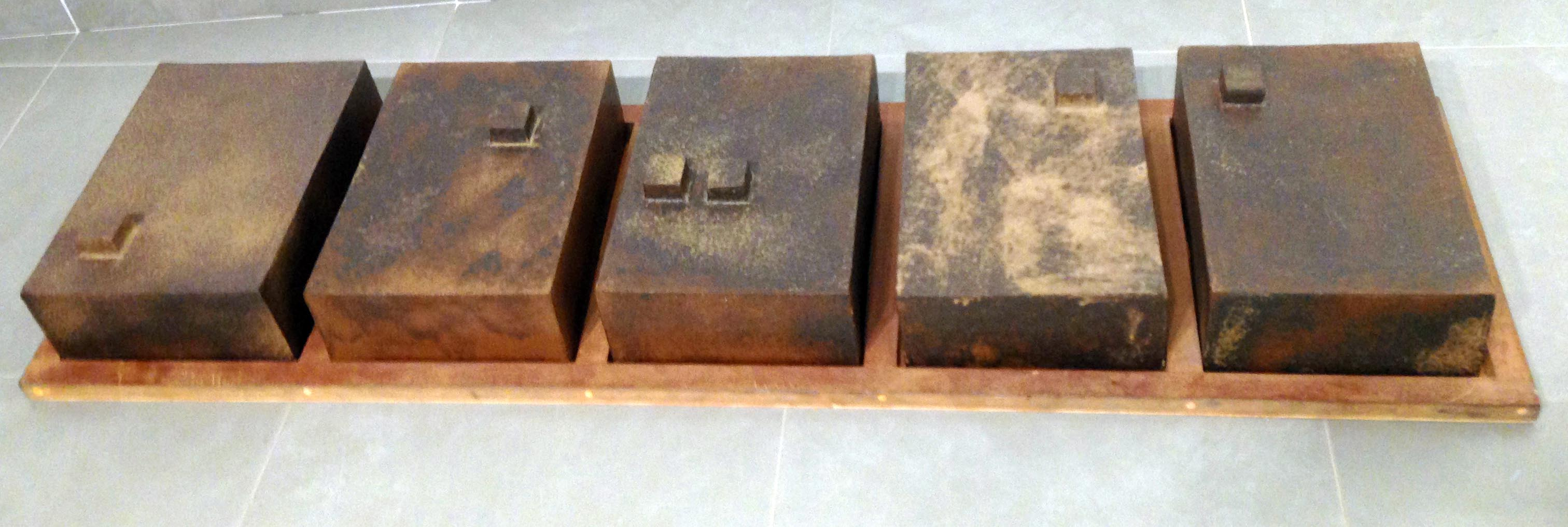
1995 - "Composició 5-1"

## Monografies
- Literatura epistolar de noucentistes catalans: correspondència amb Fidel S. Riu Dalmau (1896-1981).  Lleida: Institut d'Estudis Ilerdencs, 2008, p. 414 (Signe, 4). ISBN 978-84-96908-07-9.
- El problema Espanya-Catalunya segons els grans pensadors: Miguel de Unamuno, José Ortega y Gasset i Eugeni d'Ors.  Vilafranca del Penedès: Ed. Erasmus, 2011, p. 186 p. (Pensamiento del presente, 35). ISBN 978-84-92806-28-7.
- Una reflexión estético-política en torno a Unamuno, Ortega y D'Ors (en castellà).  Saarbrücken (Alemanya): Editorial Académica Española, 2011, p. 432. ISBN 978-3-8454-9-9554-5.

Altres publicacions de Riu son a Dialnet.